# Каменский район (Приднестровская Молдавская Республика)
Ка́менский райо́н (укр. Кам'янський район, молд. Районул Каменка) — административная единица в составе непризнанной Приднестровской Молдавской Республики. Административный центр — Каменка.

## Географическое положение
Каменский район находится в северной части Приднестровской Молдавской Республики, который на юге граничит с Рыбницким районом ПМР, на юго-востоке — с Кодымским районом Одесской области, на севере и северо-востоке — с Ямпольским и Песчанским районами Винницкой области Украины. Площадь района составляет 434,5 км2. Крайними точками района являются населенные пункты: на севере — село Фрунзовка, на юге — село Садки, на западе — село Грушка, на востоке — село Слобода Рашков.
В советские времена в состав Каменского района Молдавской ССР входили территории на правом берегу Днестра, которые теперь относятся к Флорештскому и Шолданештскому районам Республики Молдова.
Современное экономико-географическое положение Каменского района не достаточно благоприятно, так как транспортно-географические и сбытово-географические компоненты оказывают сдерживающее влияние на социально-экономическое развитие региона.

## Административное устройство
В административно-территориальное устройство района входит один город — Каменку (в состав города включён посёлок Солнечное и посёлок железнодорожная станция Каменка), а также 12 сельских Советов (в составе которых 21 сельское поселение). Все территории находятся в административном подчинении государственной администрации города Каменки и Каменского района.
Глава государственной администрации Каменки и Каменского района — Мустя Петр Васильевич.
Перечень сельских советов:
- Валя-Адынский (сёла Валя-Адынкэ, Константиновка)
- Грушковский (сёла Грушка, Фрунзовка)
- Катериновский (сёла Катериновка, Садки)
- Краснооктябрьский (сёла Красный Октябрь, Александровка)
- Кузьминский (сёла Кузьмин, Войтовка)
- Окницкий (село Окница)
- Подойменский (сёла Подойма, Подоймица)
- Рашковский (сёла Рашково, Янтарное)
- Ротарский (сёла Ротар, Боданы, Соколовка)
- Севериновский (село Севериновка)
- Слобода-Рашковский (село Слобода-Рашково)
- Хрустовской (село Хрустовая)

### Главы госадминистрации
- Карауш, Владимир (?—2012)
- Мустя, Пётр Васильевич (2013—2014)[4]
- Исакова, Наталья Викторовна (2014—2014)
- Сокирка, Сергей Андреевич (2014—?)
- Бычков, Владимир Владимирович

## Природа

### Рельеф
Земли района составляют юго-западную окраинную часть Подольской возвышенности, отделенной от Приднестровской возвышенности каньоном долины Днестра.
Для района характерно преобладание холмисто-равнинного рельефа с максимальной отметкой 217 м над уровнем моря, а также расчлененность оврагами и балками.
Территория Каменского района входит в состав Карпатской сейсмической области, а следовательно, подвержена землетрясениям.

### Климат
Климат района умеренно континентальный с короткой мягкой зимой и продолжительным достаточно жарким летом. В холодное время года иногда вторгаются северо-восточные ветры, вызывающие понижение температуры воздуха. Средиземноморские воздушные массы приносят потепление зимой и обильные дожди летом.
Господствующими в течение года являются северо-западные направления ветров.
Годовая сумма осадков в среднем составляет 460 мм.

### Полезные ископаемые
Представлены строительными материалами. В районе имеются запасы щебня, известняка, а также глины для производства керамических изделий. Разведаны месторождения трепелов и кремнеземистых известняков мелового возраста.
В Каменском районе расположено более 10 карьеров и шахт по добыче полезных ископаемых общего пользования (камень-бут и гравийно-песчаная смесь), однако добыча в 2008 г. велась только в двух карьерах, находящихся у сел Севериновка и Красный Октябрь.

### Почвы
В почвенном покрове района господствуют карбонатные (50 %) и обыкновенные (30 %) чернозёмы. В пойме Днестра преобладают аллювиально-луговые слоистые почвы.
Высокоплодородные почвы являются ценнейшим богатством района.

### Растительность
Территория района отличается высоким для Приднестровья уровнем лесистости — 16,9 %. Леса района выполняют рекреационные, водоохранные, полезащитные, экологические и санитарно-гигиенические функции.
Естественная растительность нижних припойменных террас Днестра представлена небольшими участками пойменных лесов (тополевые, ясеневые дубравы и ивовые формации). На склонах с небольшим уклоном значительные площади занимают грабовые леса, грабовые и черешневые дубравы. Подлесок образуют европейский и бородавчатый бересклеты, чёрная калина, бирючина обыкновенная, бузина чёрная, боярышник и шиповник.
Травяной покров лесов образуют сныть обыкновенная, осоки, ясменник душистый и др. Весной в лесу радует яркостью красок травянистый покров из ранневесенних растений: подснежника снежного, хохлаток полой, плотной и Маршалла, гусиного лука жёлтого, пролески двулистной.
Сохранившиеся участки степей, не подвергшиеся распашке, приурочены к крутым склонам и террасам Днестра, а также встречаются на лесных полянах. Доминирующие виды степных сообществ — дерновинные злаки, в основном ковыль волосатик, ковыль Лессинга, типчак и бородач. Среди степного разнотравья встречаются различные виды чабрецов, шалфеев, луков, полыней, астрагалов, васильков, молочаев и др.
Луговые участки в основном распространены в долине р. Днестра. Отдельные фрагменты луговых сообществ встречаются на полянах, расположенных вдоль лесных ручьев и во влажных местах, где произрастают клевер луговой и ползучий, люцерна хмелевидная, лапчатка гусиная и ползучая, лютик едкий и ползучий, мать-и-мачеха, вербена лекарственная, горец перечный (водяной перец) и др.

### Животный мир
В Днестре, в его притоках и в немногочисленных естественных и искусственных озерах распространены плотва, лещ, уклея, карп, серебряный карась, окунь, щука, красноперка, голавль, пескарь и др.
В тёплые тихие летние ночи с берегов и мелководий Днестра доносятся оглушающие «симфонии» озёрной и прудовой лягушек. Эти земноводные и мелкая рыба служат основной пищей обыкновенного и водяного ужей, широко распространённых в районе.
Водно-болотный комплекс гнездящихся птиц района немногочислен и представлен кряквой, камышницей, чибисом, зимородком, дроздовидной камышевкой и др. Разнообразие водоплавающих и околоводных птиц возрастает в период миграций и в зимнее время. На Днестре формируются скопления кряквы, чирка-трескунка, хохлатой чернети и других уток; обычными становятся лысухи, чайки; на мелководьях и по берегам водоёмов кормятся группы серой цапли, кваквы, куликов.
Полевой комплекс включает мышевидных грызунов, из которых весьма многочисленны курганчиковая мышь и серая полёвка. Обычны также заяц-русак и лисица. На окраины полей, примыкающих к лесу или кустарникам, нередко выходят кормиться кабан и косуля. Лесной комплекс млекопитающих включает также лисицу, белку, сонь, лесную мышь, барсука и др.
Среди открытого ландшафта гнездятся серая куропатка, перепел, полевой жаворонок, жёлтая трясогузка, просянка и другие птицы.
Известняковые склоны и обрывы, овраги привлекают жёлтобрюхого полоза, ящериц, множество видов насекомых, в том числе редких бабочек
голубянку-дафнис и голубянку серебристую, махаона и других.
В нишах и трещинах обрывов гнездятся пустельга, ворон, домовый сыч, золотистая щурка, удод, горихвостка-чернушка. Летними ночами с вершин известняковых склонов доносятся своеобразные трели козодоя.
В лесах Каменского района гнездится приблизительно 60 видов птиц (при обилии около 600 пар/км²), из которых наиболее многочисленными являются: зяблик, зарянка, болотная гаичка, большая синица, поползень, лазоревка, мухоловка-белошейка, чёрный и певчий дрозды, соловей, славка-черноголовка, пеночка-теньковка, зеленушка, дубонос, полевой воробей, белая трясогузка, большой пестрый дятел, обыкновенная горлица и другие виды. Ночью в лесах района можно услышать крики ушастой совы, серой неясыти и сплюшки.
В селитебных зонах района доминирует домовый воробей, часто встречаются полевой воробей, сизый голубь, кольчатая горлица, городская ласточка, деревенская ласточка, скворец, коноплянка и др.

## История
История заселения и хозяйственного освоения территории Каменского района непосредственно связана с особенностями его географического положения и природными условиями. Регион расположен на стыке степи и лесостепи, равнин Северного Причерноморья и отрогов Подольской возвышенности и служил местом соприкосновения различных цивилизаций.
Территория района долгое время являлась исключительно важной в стратегическом отношении, так как она служила естественной крепостью на пути движения вдоль русла Днестра в Подольские и Карпатские земли, а брод в окрестностях села Рашково был одним из наиболее удобных днестровских бродов.

### Древняя история
Археологические раскопки в советский период показали, что на территории Каменского района люди жили со времён палеолита, в частности, в Грушке найден бифас — каменное рубило с двумя лезвиями возрастом более 300 тыс. лет, в окрестностях села Рашково время первоначальных поселений определено в рамках периода 40—10 тыс. лет до н. э. К позднему палеолиту относится стоянка Рашков VII, находящаяся в северной части села между Яром Кармалюка и Ямой Кармалюка.
На территории Каменского района известно 11 трипольских поселений.
В 1960—1970 годах археологи исследовали так называемую «Северинову могилу» в окрестностях села Катериновки. Они установили, что это — остатки древнего укреплённого городища гетов, обитавших в этих местах в IV—III веках до н. э. Строители этого укреплённого поселения использовали рельеф местности как элемент оборонительных сооружений. С двух сторон оно было защищено рвами и земляными валами с бастионами по краям, размеры которых до сих пор являются внушительными. Высота валов достигает 6-8 м, а глубина рвов — 3-5 м.

### В составе Древней Руси
Славянское заселение бассейна Днестра начинается в VI—VII вв. в процессе продвижения славян к Византийской империи. Постепенно славянские племена (сначала анты и склавины, затем — тиверцы, уличи и восточные хорваты) прочно обосновались на берегах Днестра.
В середине X в. приднестровские земли, через которые происходило ответвление знаменитого пути «из варяг в греки», входят в состав древнерусского государства Киевская Русь.
После окончательного распада Киевской Руси в 30-е годы XII в. земли нынешнего Каменского района становятся ближним порубежьем Галицкого княжества. Влияние Галича на землях северного Приднестровья сохраняется вплоть до начала XIII в. Киевские, а затем и галичские князья неоднократно спускались вниз по Днестру, совершая походы на Балканы.
С приходом славян в Подолии широко распространяется православное христианство. Земли Каменщины входят в состав Галицкой епархии.
В XI—XIII вв. здесь проживало оседлое древнерусское население, а также половцы. Археологические исследования открыли в окрестностях Каменки славянские городища и несколько половецких погребений конца XI — первой половины XIII в.
Позднее территория края подверглась ордынскому разорению и долгое время была не заселена.

### В составе Великого Княжества Литовского и Речи Посполитой
В 1387 г. территория района вошла в состав Великого Княжества Литовского, а затем, после слияния Литвы и Польши, — в состав Речи Посполитой (1569 г.).
В этот период были основаны многие населенные пункты района и заложены основы современной системы расселения. Древнейшим из ныне существующих населенных пунктов Каменского района и Приднестровья является село Рашково (Рашков). Первые упоминания о городе (с 1801 г. — местечке) относятся к 1402 г.
К старейшим поселениям края принадлежит и Каменка (первое официальное упоминание относится к 1608 г.).
К XVII—XVIII вв. относятся первые документальные упоминания о сёлах Кузьмин (1650 г.), Севериновка (1709 г.), Подойма (1729 г.), Хрустовая (1735—1739 гг.), Грушка (1737 г.), Валя-Адынкэ (1738 г.), Окница (1769—1774 гг.), Подоймица (1769 г.).
Местное население, преимущественно состояло из украинцев, русин, евреев. Власти проводили в регионе целенаправленную политику насаждения католицизма.
С 1648 по 1654 гг. Брацлавское воеводство (в том числе Ольгопольский повет, куда входила территория современного Каменского района) была вовлечена в освободительную войну украинского народа против Речи Посполитой. Местечки, сёла и хутора края разорялись противоборствующими отрядами поляков, казаков и татар.
В 1655 г. татары совершили жестокий набег на земли южной Подолии, около 50 тыс. человек были угнаны.
В 1670-х гг. Османская империя установила свой короткий протекторат над краем. После подписания Карловицкого мира 1699 г., власть Речи Посполитой над регионом восстановилась.
Во время неудачного Прутского похода в 1711 г. русская кавалерия форсировала Днестр в районе Рашкова.
С 1719 г. магнат Ксаверий Любомирский — сандомирский воевода — владел обширными землями, простиравшимися от местечка Ямполь до местечка Ягорлык. В эти владения входили Рашков, Севериновка, Грушка, Каменка.
Во второй половине XVIII в. в период относительной стабильности растет численность населения, развиваются агарное производство, ремесло, транспорт и торговля.

### В составе Российской империи
Северное левобережье Днестра было присоединено к России в 1793 г. в результате Второго раздела Речи Посполитой. Каменка и её окрестности вошли в Ольгопольский уезд, а южная Каменщина в Балтский уезд Подольской губернии.
В 1796 г. Любомирские, задолжавшие кредиторам, продали свои имения в царскую казну.
Царское правительство при Павле I пожаловало Каменку и прилегающие земли князю П. П. Долгорукову.
В первой трети XIX в. в Подольской губернии действовал со своим отрядом предводитель антикрепостнического движения украинских и молдавских повстанцев Устим Кармалюк. Одним из надежных мест его укрытия была пещера на окраине с. Валя-Адынкэ, где в огромной каменной глыбе вырублены лавки, дверной и оконный проемы, сложена печь.
В 1805 г. Каменское имение приобрела Антонина Станиславовна Витгенштейн (урожденная Снарская) — супруга графа Петра Христиановича Витгенштейна. Используя исключительно благоприятные условия окружающей местности, П. Х. Витгенштейн стал активно благоустраивать своё имение.
С помощью приглашенных на земли графа немецких колонистов было положено начало высокопроизводительного виноградарства и виноделия в северной зоне Приднестровья. В этот период были заложены основы современной специализации района — садоводство, овощеводство, виноградарство.
В имении Витгенштейнов действовали винодельческий, винокуренный и пивоваренный заводы, мыловаренная и воскобойно-свечные мастерские, три крупные мельницы.
В 1860 г. в Каменке строится пристань и две новые паромные переправы через р. Днестр. По реке было налажено пароходное судоходство. Развивалась торговля: проводились ярмарки, базары. Росло благосостояние и численность населения Каменки и окрестных сел.
В годы первой русской революции по селам Каменщины прокатились крестьянские волнения. Губернатор Подолии на их подавление бросил войска и казаков.
Революционные потрясения 1917 г. принесли глубокие изменения в жизнь края. В новогоднюю ночь с 1917 на
1918 г. в Каменке был разграблен, а затем сожжен дворец Витгенштейнов. Его владельцы навсегда покинули своё имение.

### В составе Советского государства
В 1922 г. в районе была окончательно установлена советская власть. В 1923 г. был образован Каменский район, вошедший в состав Молдавской АССР, которая была создана 12 октября 1924 г.
В районе органы советской власти произвели передачу земли комбедам. Создавались колхозы, машинно-тракторные станции в крупных селах.
В Каменке была построена первая электростанция и открыта кустарно-промышленная школа.
Претерпевал изменения профиль сельскохозяйственного
производства: в посевных площадях увеличивалась доля зерновых культур, табака, сахарной свеклы и подсолнечника.
К концу 1930-х годов принудительная коллективизация стала массовой. Заинтересованность в сельскохозяйственном труде стала падать. В сочетании с репрессиями советской власти на местах коллективизация усугубила социально-экономическую ситуацию, привела к голоду и бегству зажиточных семей на правый берег, в оккупированную королевской Румынией Бессарабию.
В 1938 г. Указом Президиума Верховного Совета Украинской ССР местечко Каменка преобразовано в поселок городского типа.
В июле 1941 г., вскоре после начала Великой Отечественной войны район был оккупирован румынскими войсками и включён в губернаторство Транснистрия.
В годы войны в Каменке и селах района оккупационному режиму противодействовали подпольные группы.
В марте 1944 г. район был освобожден партизанским отрядом «Советская Молдавия» под командованием Я. А. Мухина.
После войны началось восстановление поселка и района. К 1948 г. колхозы и совхозы левобережья Каменщины превзошли довоенный уровень производства.
В 1958 г. вступил в строй Каменский консервный завод (достигнутая годовая мощность — 25 миллионов условных банок), ставший главным промышленным предприятием района. К нему была подведена узкоколейная железная дорога.
В 1959 г. Указом Президиума Верховного Совета МССР район был упразднен, а его территория включена в состав Рыбницкого района. 10 января 1969 г. район вновь образовывается с включением в него правобережных территорий. В таком составе он находился до 1990 г.
В агропромышленном комплексе Молдавской ССР колхозы района специализировались на выращивании яблок, груш, слив, абрикосов, персиков, на разнообразном овощеводстве и переработке этой продукции, а также на свекловодстве, скотоводстве и свиноводстве. В тот период в районе построены совхоз-завод по переработке винограда (Рашково), заготовительные пункты и овощные базы для томатов, овощей, фруктов, табака (Каменка), молочно-товарные и свиноводческие фермы, предприятия по производству кормов и др.
В 1972 г. был построен мост через Днестр.
Рос уровень благосостояния сельского населения. В селах строились новые магазины, школы, детские сады, рынки, добротные дома для жителей. Завершилась телефонизация крупных сельских населенных пунктов.

### В составе ПМР
В 1990 г. в результате образования ПМР власти левобережных сельсоветов поддержали создание нового государства, а правобережные территории района остались под юрисдикцией Республики Молдова с центром в селе Сенатовка (Сэнэтэука). Позже они вошли в состав Флорештского и Шолданештского районов.
В начаде XXI вв. восстанавливает производство Каменский консервный завод, вместо колхозов формируются сельскохозяйственные кооперативы и арендные хозяйства. Развивается курортное хозяйство.
В 2002 г. п.г.т. Каменка получает статус города.

## Население
Каменский район, образованный в составе левобережной территории Каменского района МССР, — самый малонаселённый среди административных районов ПМР.
По данным государственной службы статистики ПМР население района:
на 1 января 2019 года составило 19 681 человек, в том числе городское (в г. Каменка) —  8 705 человек ,
на 1 января 2014 года составило 22 929 человек, в том числе городское (в г. Каменка) —  8 871 человек,
на 1 января 2010 г. —  24 363 человек.

### Естественное движение
С 1989 по 2008 г. численность населения района сократилась на 8,9 тыс. чел., или на 26 % . 
Естественная убыль населения в районе была отмечена еще в 1980-е гг., составляя от нескольких десятков до 100—150 чел. в год. В 1995 г. она достигла 272 чел., а после 2000 г. показатель равнялся в среднем 200—240 чел. в год. В 2007 г. естественная убыль населения района составила 327 чел., или 12,9 ‰.
Относительные показатели рождаемости в последние годы стабилизировались на низком уровне. Если в начале 90-х гг. они составляли около 18-20 ‰, то в конце 90-х гг. снизились до 5-6 ‰, а к 2007 г. повысились до 8 ‰.
На рождаемость влияет количество браков и разводов. За последние годы возросло число как браков (163 — в 2005 г., 156 — в 2006 г. и 171 — в 2007 г.), так и разводов (95, 109 и 111 соответственно). Пока эти цифры не стали показателями устойчивой тенденции.
В начале 90-х гг. смертность незначительно превышала показатели рождаемости в районе (например, в 1991 г. на 858 родившихся пришлось 913 умерших). В середине 90-х гг. при стабильно высокой смертности населения рождаемость сократилась почти в 2 раза — в 1995 г. родилось всего 329 чел., а умер 601 чел. В 2007 г. рождаемость в районе составила 206 чел., а смертность — 533 чел., превысив рождаемость в 2,5 раза.
Абсолютные показатели смертности населения снизились почти в 2 раза: 913 чел. в 1991 г., 483 чел. в 1999 г., 533 чел. в 2007 г. Относительные показатели смертности населения почти не изменились — 22,8 ‰ в 1991 г. и 20,7 ‰ в 2007 г., что объясняется сокращением общей численности населения района.
Среди причин смертности преобладают сердечно-сосудистые заболевания, сосудистые поражения мозга, новообразования, несчастные случаи, отравления и травмы. Указанные причины смертности населения района в основном аналогичны таковым по Приднестровью в целом.

### Механическое движение
Миграционные процессы являются важнейшим фактором негативной демографической ситуации в районе. Если в 1990 г. район имел значительный миграционный прирост населения — 163 чел., то на протяжении 90-х гг. ежегодные миграционные потери района колебались в пределах 50-320 чел., а в период с 2001 по 2007 г. — 220—320 чел.
Остаются весьма внушительными относительные размеры отрицательного миграционного сальдо: 8 ‰ в 1992 г., 3 ‰ в 2000 г., 13 ‰ в 2007 г. Эмиграция более чем в три раза превышает иммиграцию −154 и 483 чел. в 2007 г. соответственно.
Кризисное состояние сельского хозяйства обусловливает отток сельского населения, на которое приходится 60 % миграционной убыли района. Среди эмигрантов значительно преобладают лица в трудоспособном и репродуктивном возрасте, что не только существенно ухудшает ситуацию на районном рынке труда, но и приводит к деформации половозрастной структуры населения и сдерживанию динамики демографических процессов в районе. Главные эмиграционные потоки направлены в Россию, на Украину, в Молдавию, страны ЕС и Турцию.
К категории мигрантов, с определённой уверенностью, можно причислить также жителей района, временно отсутствующих в местах прописки. По данным переписи 2004 г., 11 ноября в городе Каменке временно отсутствовали 965 человек (9,3 % численности постоянного населения), в сельских населённых пунктах — 1575 человек (9,3 %).

### Половозрастной состав
В Каменском районе, так же как и во всех административно-территориальных единицах ПМР, данные переписи 1979 и 1989 гг. показали преобладание численности женщин. По данным переписи 2004 г., из общей численности населения (27 284) мужчины составили 12 762 человек (46,8 %), женщины — 14 522 человек (53,2 %). Более низкая продолжительность жизни мужчин и отток их на заработки за пределы Приднестровья привели к существенному увеличению этой диспропорции, особенно в сельской местности. В настоящее время в отдельных сельсоветах разрыв равен 10-15 %.
К 2008 г. возрастная структура населения района характеризовалась преобладанием лиц трудоспособного возраста (около 57 %). Доля лиц старше трудоспособного возраста увеличилась за межпереписной период с 13,8 % в 1989 г. до 21,5 % в 2004 г. в г. Каменке и с 22,9 до 29,0 % в сельских поселениях района.

### Трудовые ресурсы. Занятость
Трудовые ресурсы района в 2008 г. насчитывали 14,5 тыс. чел. Экономически активное население района по состоянию на 1.01.2008 г. составило 5,8 тыс. чел. (в 2003 г. — 8,3 тыс. чел.): занятое население — 5,7, безработные — 0,01 тыс. чел.
Перепись населения 2004 г. выявила следующую структуру занятости по основным отраслям: сельское хозяйство — 35,8 % (в ПМР в целом — 10,8 %); образование — 18,9 % (18,2 %); здравоохранение 14,6 % (9,4 %); промышленность — 9,4 % (33,6 %); управление — 5,9 % (4,5 %); культура и искусство 3,5 % (2,7 %); транспорт — 2,2 % (3,5 %); связь — 2,6 % (2,0 %); жилищно-коммунальное хозяйство 2,1 % (в ПМР в целом — 4,4 %).

### Национальный состав
По данным переписи 2004 г., молдаване составили 47,8 % общей численности населения, украинцы — 42,5, русские — 6,9 %. Доля остальных этносов незначительна и не превышает нескольких десятых процента. Исключением являются поляки, численность которых составила 447 человек (1,6 % общей численности населения, в основном населяя село Слобода-Рашково).
Национальный состав (перепись 2004 года):
- молдаване — 13034 чел. (47,77 %)
- украинцы — 11610 чел. (42,55 %)
- русские — 1880 чел. (6,89 %)
- поляки — 447 чел. (1,64 %)
- белорусы — 85 чел. (0,31 %)
- болгары — 59 чел. (0,22 %)
- гагаузы — 43 чел. (0,16 %)
- немцы — 26 чел. (0,10 %)
- евреи — 10 чел. (0,04 %)
- другие — 90 чел. (0,33 %)
- Всего — 27284 чел. (100,00 %)

Вплоть до начала XX в. на территории района проживала крупная еврейская община.
Соотношение долей крупнейших этносов района на протяжении последних 15-20 лет остается почти неизменным. В межпереписной период (1989—2004 гг.) на 0,5 % сократилась доля молдаван, на 0,8 % — украинцев и несколько увеличилась доля русских (на 0,8 %). В 90-е гг. подавляющая часть проживавших в районе немцев и евреев выехали в дальнее зарубежье.
Распределение этносов по населенным пунктам района имеет свои особенности. В ряде крупных сел долины Днестра (Подоймица, Подойма, Грушка) преобладают молдаване. В крупных селах юга района (Рашково, Катериновка) и в селах расположенных вблизи границы с Украиной (Константиновка, Окница, Фрунзе) проживают преимущественно украинцы. Каменку и крупное село Хрустовая отличает полиэтнический состав населения при некотором преобладании доли молдаван. Специфической чертой района является наличие населённого пункта (Слобода Рашково), значительная часть жителей которого (около 48 %) — поляки.

### Конфессиональный состав
Основная масса населения Каменского района исповедует православие (94,2 %, согласно переписи населения 2004 г.). Сельские и городские приходы района входят в состав Тираспольско-Дубоссарской епархии Молдавской метрополи Московского патриархата Русской православной церкви (РПЦ).
В последние годы в Рашково и Слободе Рашково сложились крупные католические приходы при костёлах. Доля католиков — 2,8 % от численности населения района.
Помимо православия и католицизма в районе имеются небольшие общины других конфессий — баптистов, адвентистов, иеговистов и прочих направлений протестантизма.

## Экономика
Общая площадь сельскохозяйственных угодий в районе составляет 29 436 га, из которых 25 270 га — пашня. В районе действуют 13 сельскохозяйственных предприятий, из которых 7 производственно-сельскохозяйственных кооперативов, 3 колхоза, 2 совхоза, 1 закрытое акционерное общество и 11 фермерских хозяйств. Обслуживают сельскохозяйственные предприятия 5 специализированных предприятий, в том числе хлебоприемное предприятие, инкубаторно-птицеводческая станция и консервный завод.
В районе работают 5 промышленных предприятий. Строительно-монтажные и ремонтные работы проводят 3 организации, 8 организаций работают в секторе услуг, 78 — в сфере розничной торговли.

## Социальный сектор
В районе работают 16 образовательных школ, 11 учреждений дошкольного воспитания, 23 клубных учреждения, 17 библиотек, комплекс мемориальных музеев, 2 детские художественные школы, детская школа искусств.
Здравоохранение представлено центральной районной больницей и 4 сельскими врачебными амбулаториями.
В районе зарегистрированы 7 православных приходов, 2 прихода Римско-католической церкви и 16 общественных организаций.

## Уроженцы Каменского района
- Вершигора, Пётр Петрович — русский писатель, генерал-майор, Герой Советского Союза
- Зильберман, Хаим Айзикович — советский еврейский писатель (идиш)
- Кутковецкий, Яков Афанасьевич — молдавский писатель
- Солтыс, Ион (Иван) Сидорович — Герой Советского Союза
- Жарчинский, Фёдор Иванович — Герой Советского Союза
- Стратиенко Георгий Федорович — врач-хирург, орден Красная звезда, орден Ленина.